# Family 〜7人の麦わら海賊団篇〜
「Family 〜7人の麦わら海賊団篇〜」（ファミリー ななにんのむぎわらかいぞくだんへん）は、PlayStation用ゲームソフト『From TV animation ONE PIECE オーシャンズドリーム!』の主題歌を収録したシングル。2003年2月5日にavex modeから発売された。

## 概要
表題曲「Family」は、PlayStation用ゲームソフト『From TV animation ONE PIECE オーシャンズドリーム!』の主題歌として使用された。また、アニメスペシャルのエンディングとしても使用された。歌は、モンキー・D・ルフィ、ロロノア・ゾロ、ナミ、サンジ、ウソップ、トニートニー・チョッパー、ニコ・ロビン役の田中真弓、中井和哉、岡村明美、平田広明、山口勝平、大谷育江、山口由里子が歌っている。楽曲自体は2002年10月に原曲が制作されてテレビシリーズでも使われているが、本放送のみの使用で音源化もされていないため、2023年現在は入手不可能となっている。このバージョンではまだロビン加入前のストーリーだったため、2番の山口由里子のソロパートを山口勝平が歌っていた。
カップリング曲の「Wish upon a star」は、ネフェルタリ・ビビのキャラクターソングであり、ビビ役の渡辺美佐が歌っている。
麦わらの一味のシングル作品は、本作が初である。
CDジャケットには、モンキー・D・ルフィ、ロロノア・ゾロ、ナミ、サンジ、ウソップ、トニートニー・チョッパー、ニコ・ロビンが描かれている。
毎年12月に開かれるジャンプフェスタのONE PIECEステージでは、毎年ステージのフィナーレに麦わらの一味のレギュラーキャスト全員で同曲を生歌唱するのが恒例となっている（曲の終了後に全員で「メリークリスマス!」とコールしてステージは終演となる）。このステージではフランキー、ブルック、ジンベエ役の矢尾一樹、チョー、宝亀克寿が加わってからは歌割りをその都度改めたバージョン（2021年からは2番Aメロの田中の歌い出しを矢尾とチョー、2番Bメロ終盤の田中のソロパートを田中と宝亀のデュエットに変更した10人バージョン）で歌唱している。

## 収録曲
1. Family [3:53]
歌：7人の麦わら海賊団（田中真弓、中井和哉、岡村明美、平田広明、山口勝平、大谷育江、山口由里子）
作詞：藤林聖子、作曲：田中公平、編曲：鶴由雄
2. Wish upon a star [3:50]
歌：ネフェルタリ・ビビ（渡辺美佐）
作詞：藤林聖子、作曲：田中公平、編曲：根岸貴幸
3. Family（オリジナル・カラオケ）
4. Wish upon a star（オリジナル・カラオケ）

## 楽曲使用
| 曲名   | 楽曲使用                                                                             |
| ------ | ------------------------------------------------------------------------------------ |
| Family | PlayStation用ゲームソフト『From TV animation ONE PIECE オーシャンズドリーム!』主題歌 |

## 収録アルバム
| 曲名             | 収録アルバム                                        | 備考                                                  |
| ---------------- | --------------------------------------------------- | ----------------------------------------------------- |
| Family           | ONE PIECE BEST ALBUM 〜ワンピース主題歌集〜         | テレビアニメ『ONE PIECE』コンピレーション・アルバム。 |
| Family           | ONE PIECE BEST ALBUM 〜ワンピース主題歌集〜 Peace.2 | テレビアニメ『ONE PIECE』コンピレーション・アルバム。 |
| Family           | ONE PIECE SUPER BEST                                | テレビアニメ『ONE PIECE』ベストアルバム。             |
| Family           | ONE PIECE MEMORIAL BEST                             | テレビアニメ『ONE PIECE』ベストアルバム。             |
| Family           | ONE PIECE Character Song Album                      | テレビアニメ『ONE PIECE』キャラクターソングアルバム。 |
| Family           | ONE PIECE キャラソンカーニバル!!                    | テレビアニメ『ONE PIECE』キャラクターソングアルバム。 |
| Wish upon a star | ONE PIECE キャラソンカーニバル!!                    | テレビアニメ『ONE PIECE』キャラクターソングアルバム。 |